# Älvsjö
Älvsjö er en bydel i bydelsområdet Älvsjö i Söderort i Stockholms kommun, Sverige. I Älvsjö ligger en station der bruges af Stockholms regionaltog. Øst for stationen ligger Stockholmsmässan (også kaldt Älvsjömässan) og Rica Talk Hotel.
I 1955 fandt to skoledrenge Solbergaskatten, som bestod af over smykker og over 2000 mønter fra 1500-tallet, i Solberga.